# 苫前郡
苫前郡（日语：／ Tomamae gun */?）為日本北海道留萌振興局的郡，位於留萌振興局中部。
郡名源自阿伊努語的「toma-oma-i」（有蝦夷延胡索的地方）或「enrum-oma-moy」（在海岬處的海灣）。

## 轄區
轄區包含2町1村：
- 苫前町
- 羽幌町
- 初山別村

## 沿革

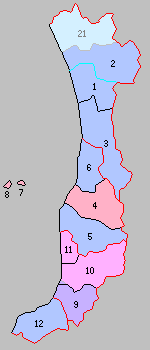
北海道一・二級町村制施行時苫前郡下辖町村（4.羽幌村 5.苫前村 6.初山别村 7.烧尻村 8.天卖村 赤：羽幌町）

- 1869年8月15日：北海道設置11國86郡，天鹽國苫前郡成立。
- 1897年11月：北海道實施支廳制，天鹽國苫前郡隸屬增毛支廳之管轄，此時苫前郡下轄力晝村、苫前村、羽幌村、燒尻村、天賣村。[1]（5村）
- 1900年6月7日：初山別村從羽幌村分村。（6村）
- 1902年4月1日：力晝村、苫前村合併為苫前村，並和羽幌村同時成為北海道二級村。（5村）
- 1906年4月1日：燒尻村和天賣村成立為北海道二級村。
- 1909年4月1日：
  - 羽幌村成為一級村。
  - 初山別村成為二級村。
- 1915年4月1日：苫前村成為一級村。
- 1921年7月1日：羽幌村改制為羽幌町。（1町4村）
- 1943年6月1日：北海道一級二級町村制廢止，初山別村、燒尻村和天賣村改為內務省指定村。
- 1946年10月5日：指定町村制廢止。
- 1948年10月1日：苫前村改制為苫前町。（2町3村）
- 1955年4月1日：天賣村被併入羽幌町。（2町2村）
- 1959年4月1日：燒尻村被併入羽幌町。（2町1村）